# Merzenich
Merzenich là một đô thị ở huyện Düren trong bang Nordrhein-Westfalen, Đức. Đô thị này tọa lạc khoảng 4 km đông bắc của Düren.